# ビルク展望台

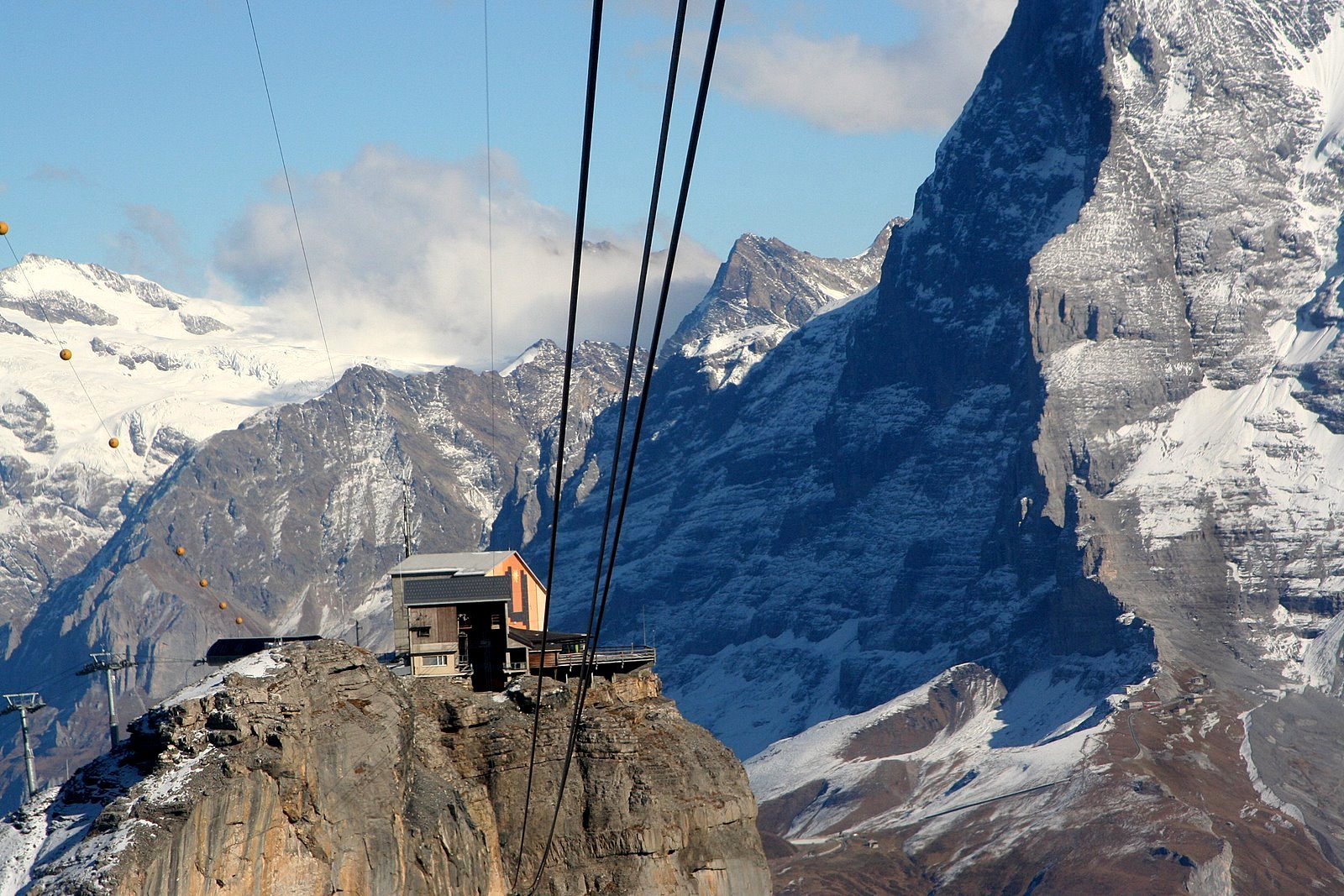

ビルク展望台 (Birg) は、スイス、ベルン州、ベルナーオーバーラント地方の山、ビルクの頂にある展望台で、ミューレンからシルトホルンを結ぶロープウェイの中間駅がある。シルトホルン山頂へは、ビルクでロープウェイを乗り換える。
ビルクはシルトホルンの東に位置する山で、標高は2677m。ビルク展望台から、アイガー、メンヒ、ユングフラウの三山の景観が広がり、眼下にはラウターブルンネン谷を望むことができる。
2014年8月には、新しい展望デッキ「スカイライン・ウォーク」が完成。垂直に切り立った絶壁から空中にせり出した形になっており、アルプスの景観を楽しむことができる。